# Locarnos flygplats
Locarnos flygplats är en flygplats i Schweiz.   Den ligger i distriktet Locarno och kantonen Ticino, i den sydöstra delen av landet, 140 km sydost om huvudstaden Bern. Locarnos flygplats ligger 195 meter över havet. Den ligger vid sjön Lago Maggiore.